# عقد 620
عقد 620 هو عقد امتد بين 1 يناير 620 و31 ديسمبر 629 بحسب التقويم الميلادي. سبقه عقد 610 ولحقه عقد 630.

## أحداث
- غزوة أحد (625)
- غزوة مؤتة (629)
- غزوة الكدر (624)
- معركة نينوى (627)
- غزوة بدر الآخرة (626)
- غزوة دومة الجندل (626)
- صلح الحديبية (628)
- غزوة بدر (624)
- غزوة الخندق (627)
- غزوة نجد (625)
- غزوة ذي قرد (627)

## مواليد
- عبد الله بن عامر بن كريز (622)
- وو شتيان (624)
- يوحنا مارون (628)
- بولس الأجانيطي (625)
- قيس بن ذريح (625)
- الإمبراطور تينجي (626)
- قبيصة بن ذؤيب (629)
- الحسن بن علي (624)
- مروان بن الحكم (623)
- زينب بنت علي بن أبي طالب (626)
- عبد الله بن الزبير (624)

## وفيات
- شهربراز (629)
- قباد الثاني (628)
- سوغا نو أوماكو (626)
- فاطمة بنت أسد (625)
- أبو جهل (624)
- خنيس بن حذافة (624)
- زينب بنت خزيمة (626)
- حرام بن ملحان (625)
- سعد بن الربيع (625)
- أسعد بن زرارة (623)
- عثمان بن مظعون (624)

## كتب
- Yves Denis Papin (1998). Chronologie de l'histoire ancienne. Lieu de publication non identifié: Éditions Jean-paul Gisserot. ISBN:2-87747-346-5. OCLC:40746926. مؤرشف من الأصل في 2022-03-16.
- موسوعة حضارة العالم (2002) لأحمد محمد عوف.

## روابط خارجية
- تصفح سنة بسنة عقد 620 على موقع onthisday.com
- تصفح سنة بسنة عقد 620 ابتداءً من سنة عقد 620 على موقع المكتبة الوطنية الفرنسية